# Hoa Kỳ lục địa

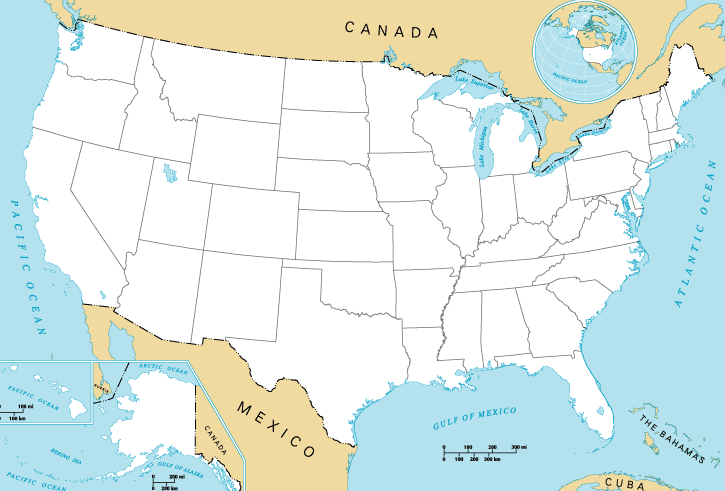
Điều này cho thấy sự tiếp giáp Hoa Kỳ và trong các hình nhỏ ở phía dưới bên trái, hai tiểu bang không tiếp giáp nhau.

Hoa Kỳ Lục địa (tiếng Anh: continental United States) là một thuật từ dùng để chỉ phần đất chính của Hoa Kỳ nằm trên lục địa Bắc Mỹ. Tùy theo cách dùng, nó có thể có nghĩa là:
- 48 tiểu bang dính liền nhau của Hoa Kỳ cộng Đặc khu Columbia; hay là
- 48 tiểu bang dính liền nhau cộng Đặc khu Columbia và tiểu bang Alaska.

Định nghĩa đầu tiên có tính truyền thống hơn, ngược thời gian trở về thời trước khi Alaska trở thành tiểu bang, và là định nghĩa được sử dụng phổ biến hơn. Định nghĩa thứ hai, về mặt kỹ thuật thì có vẽ chính xác hơn vì Alaska cũng nằm trên lục địa Bắc Mỹ, phía tây bắc của Canada. Trong cả hai ý nghĩa, Hawaii – một chuỗi các đảo nằm ở tây nam Bắc Mỹ trong Thái Bình Dương - không được tính vào.

## Những thuật từ tương tự
Để tránh nhầm lẫn, người ta thường dùng thuật từ Continental United States hay Hoa Kỳ Lục địa khi có ý bao gồm luôn tiểu bang Alaska, và dùng những thuật từ sau đây khi không tính tiểu bang Alaska và chỉ ám chỉ đến 48 tiểu bang nằm trong Trung Bắc Mỹ:
- contiguous United States (các tiểu bang Hoa Kỳ cận kề nhau)
- conterminous United States (các tiểu bang Hoa Kỳ tiếp giáp nhau)
- lower 48 states (48 tiểu bang vùng hạ)
- CONUS (là chữ viết tắt dùng trong quân đội của chữ Continental United States)

Thuật từ lower 48 states (48 tiểu bang vùng hạ) là để diễn tả những tiểu bang nằm trong Bắc Mỹ nhưng ở phía dưới so với tiểu bang Alaska. Nếu diễn giải đúng văn tự thì tiểu bang Hawaii nằm xa về phía nam hơn so với nhiều tiểu bang khác, và như vậy thì thuật từ này có nghĩa là tất cả các tiểu bang kể cả Hawaii, trừ Alaska và Minnesota vì chúng là hai tiểu bang cận bắc nhất. Tuy nhiên thuật từ này không dùng theo ý nghĩa đó mà được hiểu là để chỉ toàn bộ những tiểu bang kề cận nhau của Hoa Kỳ mà không tính Alaska và Hawaii. 48 tiểu bang kề cận này có tổng diện tích là 7.825.268 km².
Đặc khu Columbia, tuy không phải là một tiểu bang, vẫn được nhìn nhận rộng rãi là một phần của Hoa Kỳ Lục địa hay các tiểu bang Hoa Kỳ kề cận vì nó chính thức được sáp nhập hợp nhất vào lãnh thổ quốc gia.

## Cách gọi tại Alaska và Hawaii
Một số nơi, vì vị trí địa lý của chúng cách xa Hoa Kỳ Lục địa nên những nơi này có cách gọi Hoa Kỳ Lục địa theo cách gọi riêng của mình: 
- Tại Hawaii và những lãnh thổ Mỹ hải ngoại, thuật từ "the Mainland" (Chính địa) hay "U.S. Mainland" (Hoa Kỳ Chính địa) được dùng để chỉ Hoa Kỳ Lục địa (có khi bao gồm hoặc không bao gồm Alaska).
- Tại Alaska, thuật từ "Lower 48" (Hạ 48) đôi khi được dùng để chỉ 48 tiểu bang Hoa Kỳ kề cận nhau. Đôi khi, thường nghe hơn, những cư dân sống lâu tại Alaska hay gọi 48 tiểu bang lục địa là "Outside" (Bên ngoài), thí dụ như họ nói "Anh trai của tôi đi ra Bên ngoài để mổ tim". Lưu trữ ngày 6 tháng 1 năm 2008 tại Wayback Machine Lưu trữ ngày 16 tháng 12 năm 2007 tại Wayback Machine  Lưu trữ ngày 15 tháng 11 năm 2006 tại Wayback Machine Lưu trữ ngày 12 tháng 12 năm 2007 tại Wayback Machine.
- Tại Alaska, một thuật từ khác thường được dùng để chỉ 48 tiểu bang lục địa là thuật từ "Stateside" (phía bên Mỹ) mà các nhân viên quân sự thường dùng và được đông đảo dân số gọi theo. Đối với nhiều binh chủng quân sự thì các căn cứ quân sự tại Alaska được họ xem như là các căn cứ hải ngoại, vì vậy mới có tên gọi như vậy. Thuật từ "Hoa Kỳ Lục địa" hầu như không được dùng khi chỉ để ám chỉ 48 tiểu bang kề sát nhau, có lẽ vì nhiều người Alaska cho rằng gọi như vậy là tự tách biệt họ ra khỏi lục địa Bắc Mỹ.